# Перкинский сельсовет
Перкинский сельсовет — сельское поселение в Сосновском районе Тамбовской области Российской Федерации.
Административный центр — село Перкино.

## География
Расположен в юго-восточной части Сосновского района. Расстояние до административного центра района пгт. Сосновка — 23 км, до административного центра области г. Тамбов — 45 км.
На северо-востоке Перкинский сельсовет граничит с Отъясским сельсоветом, на юго-востоке с Бондарским сельсоветом, на северо-западе —  с Кулеватовским сельсоветом. На юго-западе граничит с Тамбовским районом.

## История
Перкинский  сельсовет Сосновского района Тамбовской области образован в 1918 году.
Статус и границы сельского поселения установлены Законом Тамбовской области от 17 сентября 2004 года № 232-З «Об установлении границ и определении места нахождения представительных органов муниципальных образований в Тамбовской области».

## Население
| 2010  | 2012  | 2013  | 2014  | 2015  | 2016  | 2017  |
| ----- | ----- | ----- | ----- | ----- | ----- | ----- |
| 1168  | ↗1190 | ↗1200 | ↘1180 | ↘1165 | ↘1129 | ↘1095 |
| 2018  | 2019  | 2020  | 2021  |       |       |       |
| ↘1062 | ↘1031 | ↗1032 | ↘1014 |       |       |       |

## Состав сельского поселения
| № | Населённый пункт        | Тип населённого пункта       | Население |
| - | ----------------------- | ---------------------------- | --------- |
| 1 | Виникляй                | посёлок                      | 0         |
| 2 | Заречье                 | деревня                      | 181       |
| 3 | Перкино                 | село, административный центр | 560       |
| 4 | Перкинский лесокомбинат | посёлок                      | 246       |
| 5 | Семикинский лесоучасток | посёлок                      | 124       |
| 6 | Семикинское лесничество | посёлок                      | 57        |